# Децентије
Магно Децентије (умро 18. августа 353. гоидне) био је римски узурпатор у време цара Констанција II.
Децентије је био вероватно Магненцијев брат. Управо му је Магненције вероватно дао титулу цезара у зиму 350-351. године. Током 352. и 353. Децентије је био конзул.
Када је Констанције победио Магненција који је извршио самоубиство, Децентије се такође убио.